# 北京億通酷車足球俱樂部
北京億通酷車足球俱樂部是一家位于中国北京市的已解散的足球俱乐部。俱乐部曾经参加2012年中国足球乙级联赛，取得北区季军，总决赛时被淘汰。

## 历史
北京億通酷車足球俱樂部成立于2006年，以北京国安二队1989年龄段的球员为班底组建。建队后，俱乐部一直参加业余老联赛。2012年，北京億通酷車足球俱樂部报名参加中国足球乙级联赛。球队投资1200万元人民币，新签约一批球员，目标两年内冲入中甲。 该赛季俱乐部名列北区第三名进入全国总决赛。四分之一决赛中，北京亿通酷车两回合2比3不敌深圳风鹏，冲击中甲失败。2013年2月28日，俱乐部宣布解散。当天正是中国足协规定的中超、中甲俱乐部球员注册的截止日期。据队内人士透露，解散的原因与大连实德与大连阿尔滨合并失败有关。大连阿尔滨原本承诺在与实德合并后租借8名球员给酷车俱乐部，帮助酷车冲上中甲。然而大连阿尔滨与大连实德未能合并，租借一事告吹。酷车俱乐部的老板自忖冲甲无望，决定解散球队。